# La Roque-sur-Pernes
La Roque-sur-Pernes este o comună în departamentul Vaucluse din sud-estul Franței. În 2009 avea o populație de 423 de locuitori.

## Evoluția populației
| An        | 1975 | 1982 | 1990 | 1999 | 2006 | 2009 |
| --------- | ---- | ---- | ---- | ---- | ---- | ---- |
| Populație | 235  | 262  | 357  | 447  | 411  | 423  |